# Hoptiwka
Hoptiwka (ukr. Гоптівка) – wieś na Ukrainie, w obwodzie charkowskim, w rejonie charkowskim, w hromadzie Derhaczi. W 2001 liczyła 999 mieszkańców.